# 埃及 (密西西比州奇克索縣)
埃及（英語：Egypt）是位於美國密西西比州奇克索縣的非建制地區。

## 歷史
埃及原名派克維爾（Pikeville），1859年改為現稱。埃及的郵局於1844年設立，其後於1979年停運。

## 地理
埃及所處的海拔為高於海平面93米（即305英呎），而該地所採用的時區為UTC-6，即北美中部時區（CST）。同時該地設有夏令時間，為UTC-6調快一小時，即UTC-5（CDT）。